# Kare (Saaremaa)
Kare ist eine unbewohnte Insel, 240 Meter von der größten estnischen Insel Saaremaa entfernt. Die Insel liegt in der Landgemeinde Saaremaa im Kreis Saare. Sie liegt in der Bucht Kõiguste laht im Kahtla-Kübassaare hoiuala.
Kare ist 60 Meter lang und 20 Meter breit.